# Eduard Selling
Eduard Selling (* 5. November 1834 in Ansbach; † 31. Januar 1920 in München) war ein deutscher Konstrukteur von  Rechenmaschinen und Mathematiker.
Selling studierte Mathematik an der Georg-August-Universität Göttingen und der Ludwig-Maximilians-Universität München (bei Philipp Ludwig von Seidel). 1859 wurde er in München promoviert (Über Primzahlen und die Zusammensetzung der Zahlen aus ihnen in dem rationellen und in complex-irrationellen Zahlengebieten). Auf Empfehlung von Leopold Kronecker wurde er 1860 außerordentlicher Professor für Mathematik an der Julius-Maximilians-Universität Würzburg – gegen den Willen der philosophischen Fakultät und des Mathematikprofessors Aloys Mayr vom bayerischen Kultusminister ernannt. Er unterrichtete dort auch Astronomie und wurde 1879 Konservator der astronomischen Anstalt. Außerdem befasste er sich ab 1877 mit Versicherungswesen, unter anderem für die Neuordnung der Pensionen in Bayern im Auftrag der bayrischen Regierung. Sein 1891 gestellter Antrag auf Beförderung zum ordentlichen Professor wurde, da er sich nicht mit Geometrie befasst habe und keine erfolgreiche Lehrtätigkeit vorzuweisen gehabt hätte, abgelehnt. 1906 emeritierte er.
Er benutzte für seine umfangreichen eigenen Berechnungen zunächst Rechenmaschinen von Thomas de Colmar, mit denen er aber unzufrieden war. Er baute Multipliziermaschinen nach dem Modell der Nürnberger Schere, die er 1886 patentieren ließ und 1893 einen Preis auf der Weltausstellung in Chicago erhielt. Sie war allerdings kompliziert zu bedienen und herzustellen und erlangte praktisch keine große Bedeutung. Etwa 30 bis 40 Geräte wurden bis 1898 bei Max Ott in München gefertigt. Er baute auch wenige Exemplare einer verbesserten Version und entwarf eine dritte elektrische Maschine (Patent 1894).
An der Konstruktion war als junger Mann der spätere Rechenmaschinenerfinder Christel Hamann, der Sohn eines Freundes von Selling, beteiligt. Exemplare seiner Maschine sind zum Beispiel im Deutschen Museum.